# ULAS J1120+0641

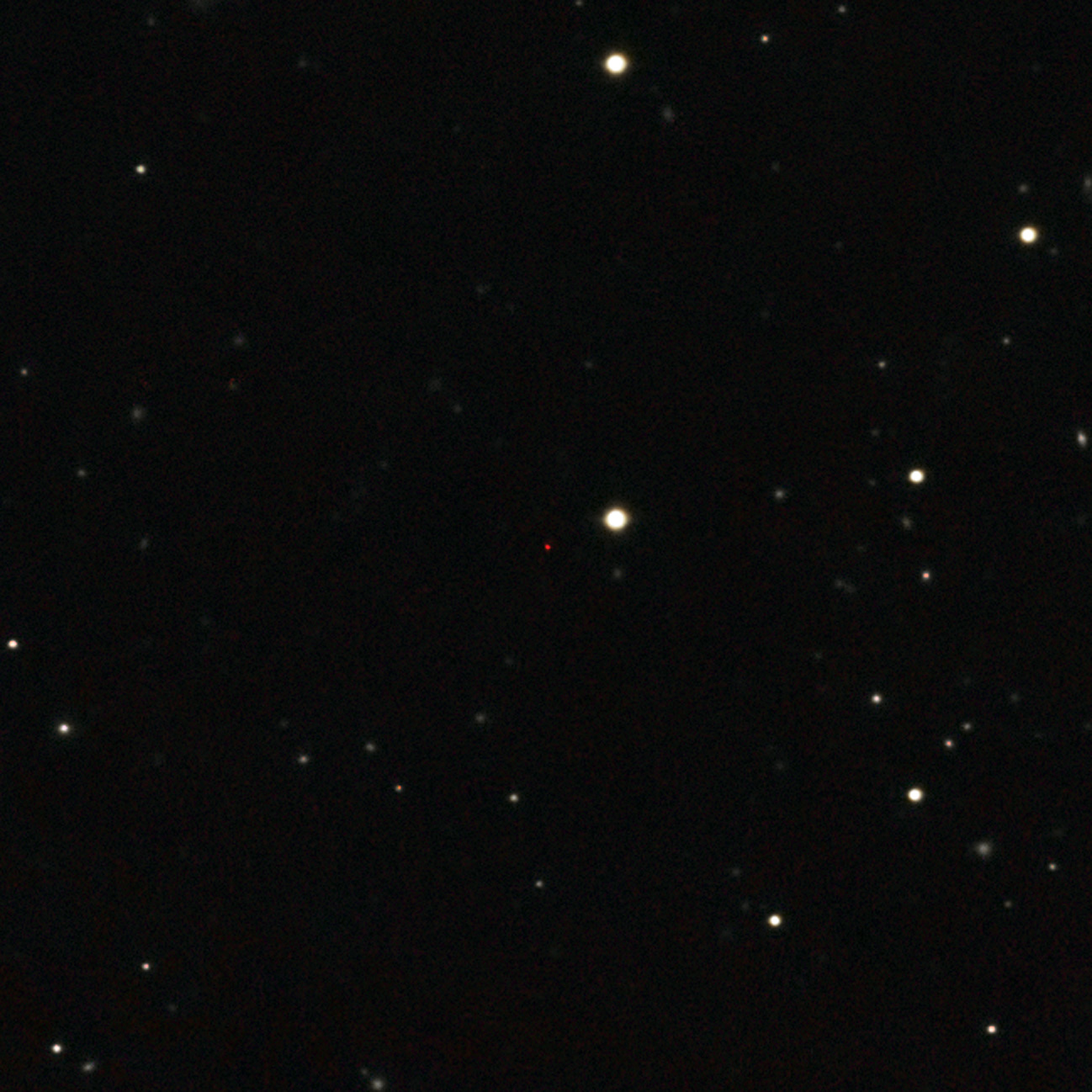
ULAS J1120+0641 هو النقطة الحمراء في وسط الصورة.

ULAS J1120+0641 هو شبه نجم شديد البعد عنا؛ وهو أبعد أشباه النجوم يكتشف حتى تاريخ 2012 . يبلغ انزياحه الأحمر 7,085، وهو بذلك واحد من أجرام الكون التي يزيد انزياحها الأحمر عن z=7 . اكتشف هذا النجم الزائف خلف كوكبة الأسد.
اعلنت عدة جهات إعلامية من ضمنها جريدة «أسوسيياتد برس» أن شبه النجم المكتشف هذا يعتبر أشد أجرام الكون سطوعا. ولكن هذا ليس صحيحا تماما حيث أنه من المعروف لدى علماء الفلك أن أشباه النجوم يبلغ ضياء الواحد منهم ما يزيد عن 100 ضعف ضياء شمسي. سجل ULAS J1120+0641 بتاريخ يونيو 2011 على أنه أبعد أشباه النجوم عنا تم اكتشافه.

## اكتشافه
اكتشف المسح السماوي UKIDSS الذي أجراه تلسكوب الأشعة تحت الحمراء للمملكة المتحدة المبني على قمة جبل مونا كيا في هاواي هذا النجم الزائف. وقد سمي هذا النجم الزائف إشارة إلى المسح الكوني الذي أجرى أنذاك (UKIDSS Large Area Survey (ULAS مقترنا بموقعه في السماء: مطلع مستقيم 11h 20min وميل +06° 41' . وقد اكتشفه تلسكوب يسجل الأشعة تحت الحمراء القادمة منه، ذلك على الرغم من أن شعاع الضوء عند مغادرته شبه النجم كان شعاعا من الأشعة فوق البنفسجية. وتوصف الاشعة تحت الحمراء بأن لها طول موجة أطول من طول موجة الأشعة فوق البنفسجية وأنها في نفس الوقت أقل طاقة من طاقة الأشعة فوق البنفسجية. ينشأ هذا التمدد لطول الموجة بسبب تمدد الكون حيث يحدث لشعاع الضوء انزياح أحمر - وهذا شبيه بتأثير دوبلر الذي نعهده مع صوت سيارة متحركة أو قطار متحرك يمر أمامنا؛ وهذا إضافة إلى بعده الشديد عنا. وقد واصل فريق العلماء قبل اكتشافه البحث عن شبه نجم يكون له انزياح أحمر أكبر من 5و6 لعدة سنوات. وكلل يوم 29 يونيو 2011 مجهوداتهم بالنجاح بالعثور على شبه النجم ULAS J1120+0641 الذي وصل انزياحه الأحمر 7,085 ؛ علامة على شدة بعده عنا. وتضمّن المسح السماوي UKIDSS القياس الفوتومتري في نطاق الأشعة تحت الحمراء الذي أعطى تقديرا مبدئيا للانزياح الأحمر zphot>6.5 . وقبل أن يعلن فريق العلماء الذين اكتشفوه نبأ اكتشافه، أجرى تلسكوب جيمني الشمالي Gemini North Telescope الموجود في التلسكوب العظيم رصدا لطيف ULAS J1120+0641 - وهي طريقة أدق من الطريقة الفوتومترية - وعين انزياحه الأحمر بالمقدار 7,085±0,003، وبذلك تأكد العلماء من هذا البعد الكبير لهذا النجم الزائف (مقدار عدم التأكد في الرقم هو ±0,003).

## وصفــــه
يعادل الإنزياح الأحمر z=7,085 الذي تم قياسه ل ULAS J1120+0641 مسافة بينه وبين الأرض تقدّر ب 8و28 مليار سنة ضوئية باعتبار أنها مسافة مسايرة. بذلك فهو أبعد أشباه النجوم عنا حتى تاريخ يونيو 2011 . صدر الضوء الذي نشاهده الآن من شبه النجم نحو 770 مليون سنة بعد الانفجار العظيم، أي قبل نحو 13 مليار سنة، أي أقدم من أي ضوء وصلنا من شبه نجم آخر سجلناه بنحو 100 سنه. وتقدر شدة ضياء شبه النجم هذا أشد نحو 6,3·1012 مرة ضياء الشمس.
يتسبب في تلك الطاقة الهائلة التي يصدرها النجم الزائف ثقب أسود عملاق، تقدر كتلته بأكثر من 2±0,7·109 كتلة شمسية. وبينما يؤثر الثقب الأسود على شبه النجم حوله (الغازات والمادة) لإصدار تلك الطاقة الهائلة فإن الضوء القادم إلينا ليس صادرا من الثقب الأسود نفسه؛ وإنما من التسريع الشديد للغازات والبلازما التي يحدثها الثقب الأسود فيما حوله قبل ابتلاعها. ويقول المشرف على مجموعة الباحثين الذين اكتشفوا ULAS J1120+0641, أن الثقب الأسود الفائق لا يصدر ضوءا بنفسه، وإنما يحيطه قرص من الغاز والغبار وبلازما شديدة السخونة بحيث تضييء إضاءة تفوق إضاءة مجرة كاملة كبيرة مليئة بالنجوم.
بذلك تصف مشاهدة النجوم الزائفة لنا أحداثا وقعت في الكون في وقت سحيق من الزمان تزيد عن 7 مليارات سنة فاتت.

## أهمية اكتشافه
صدر الضوء من ULAS J1120+0641 خلال الفترة الزمنية النظرية التي سبقت تكون وسط بين نجمي انتقل فيه الوسط من حالة ذرات متعادلة إلى حالة تأين. وربما لعبت أشباه النجوم دورا في تلك العملية بإمداد المادة بتلك الطاقة، وتسمى تلك الفترة" فترة عودة التأين "، (بين 150 - 1000 مليون سنة بعد الانفجار العظيم.)
يعتبر اكتشاف شبه نجم من قبل حدوث فترة عودة التأين أكتشافا هاما بالنسبة للباحثين. فنظرا إلى شدة إصدرها للضوء في نطاق الأشعة فوق البنفسجية فتعتبر أشباه النجوم مصادرا حسنة لدراسة فترة عودة التأين.
ولأول مرة يعثر العلماء على شبه نجم توجد فيه تلك الكمية الهائلة من ذرات الهيدروجين المتعادلة كهربائيا والتي نشاهدها من خلال رصد طيفها. ويعتقد الباحث «موتورلوك» أن نسبة بين 10% إلى 50% من هيدروجين هذا النجم الزائف هي ذرات متعادله. هذا بالمقارنة بنسبة الهيدروجين المتعادل التي وجدت في أشباه نجوم أخرى - نشأت بعده بنحو 100 مليون سنة - التي تبلغ 1% فقط أو أقل.
فاقت كتلة الثقب الأسود الكبير الذي يتوسط ULAS J1120+0641 التقديرات الأولية. يحدد حد إدينجتون أكبر كتلة يمكن أن تصلها كتلة ثقب أسود. ووجود مثل هذا الثقب الأسود بهذه الكتلة الفائقة خلال فترة وجيزة بعد الانفجار العظيم تدل على واحد من أمرين: إما انه نشأ من البداية بهذه الكتلة الكبيرة أو أنه نشأ من التحام حدث بين ثقوب سوداء صغيرة عديدة.